# 1197
1197 (MCXCVII) var ett normalår som började en onsdag i den julianska kalendern.

## Händelser

### Okänt datum
- Danerna anfaller Estland.

## Födda
- Mafalda av Portugal, drottning av Kastilien.
- Raimond VII av Toulouse, greve av Toulouse, hertig av Narbonne och markis av Provence.

## Avlidna
- 1 juni – Gertrud av Sachsen och Bayern, drottning av Danmark sedan 1182, gift med Knut VI.
- Augusti eller september – Margareta av Frankrike, drottning av England 1170–1183 (gift med Henrik den yngre) och av Ungern 1186–1196 (gift med Bela III)
- 18 september – Petrus, svensk ärkebiskop sedan 1187.
- Henrik VI, tysk-romersk kejsare från 1191.
- Uta von Schauenburg, regerande tysk hertiginna.